# Albert Bäcklund
Albert Victor Bäcklund (* 11. Januar 1845 im Kirchspiel Väsby, Gemeinde Höganäs; † 23. Februar 1922 in Lund) war ein schwedischer Mathematiker und Physiker.

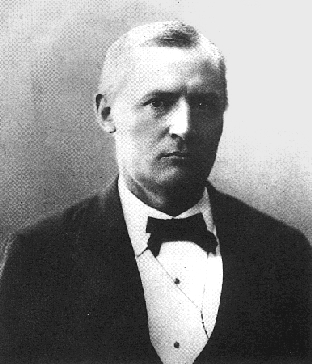
Albert Bäcklund

## Leben
Albert Bäcklund studierte ab 1861 an der Universität Lund u. a. Astronomie und Mathematik. Ab 1864 arbeitete er am astronomischen Observatorium in Lund bei Axel Möller, und 1868 wurde er dort promoviert mit einer Arbeit über astronomische Breitenbestimmung. 1869 war er Dozent für Astronomie und Geometrie in Lund. Er studierte 1874 mit einem Reisestipendium in Leipzig bei Felix Klein und in Erlangen bei Ferdinand von Lindemann. Ab 1876 war er außerordentlicher Professor für Mechanik und theoretische Physik in Lund. 1897 erhielt er eine volle Professur. 1907 bis 1909 war er Rektor an der Universität Lund, 1910 wurde er emeritiert. Nach seiner Emeritierung arbeitete er weiter über Differentialgeometrie, speziell in der 1916 entdeckten Allgemeinen Relativitätstheorie.
Bäcklund arbeitete auf dem Gebiet der Kontakttransformationen von Sophus Lie. Heute ist er vor allem für die nach ihm benannte Bäcklund-Transformation zwischen den Lösungen partieller Differentialgleichungen bekannt (Mathematische Annalen, Bd. 13 bis Bd. 19, 1875 bis 1882), die z. B. Anwendungen in der Solitonentheorie haben. Der einfachste Fall sind die Real- und Imaginärteile holomorpher Funktionen, die die Cauchy-Riemann-Differentialgleichungen und die Laplacegleichung erfüllen.
1872 wurde er Mitglied der Königlichen Physiographischen Gesellschaft in Lund, 1888 der Königlich Schwedischen Akademie der Wissenschaften, 1896 der Königlich Dänischen Akademie der Wissenschaften und 1897 der Königlichen Gesellschaft der Wissenschaften in Uppsala.